# Lehtosaari (ö i Norra Savolax, Kuopio, lat 62,92, long 27,17)
Lehtosaari är en ö i Finland. Den ligger i sjön Saittajärvi och i kommunen Kuopio i den ekonomiska regionen  Kuopio ekonomiska region  och landskapet Norra Savolax, i den centrala delen av landet, 300 km norr om huvudstaden Helsingfors. Öns area är 46,4 hektar och dess största längd är 2,2 kilometer i sydöst-nordvästlig riktning.